# Kostas Vasileiadis
Konstantinos Vasileiadis (Salónica, Grecia, 15 de marzo de 1984) es un jugador griego de baloncesto que juega en las filas del Huelva Comercio Viridis de la Liga LEB Plata. Su posición es la de alero, pudiendo también actuar como escolta.

## Biografía
Formado en las categorías inferiores del PAOK Salónica BC, debuta en la temporada 2000/01 con el primer equipo tesalónico. En el equipo estará seis temporadas, convirtiéndose en capitán del mismo.
En 2005, ficha por cuatro temporadas por Unicaja Málaga, saliendo cedido al PAOK durante ese curso, e incorporándose al club malagueño durante el playoff por el título de Liga ACB, donde debuta en la eliminatoria de cuartos de final frente a Estudiantes, y se convertirá en campeón del mismo.
Después de su paso por el Unicaja, donde militará hasta 2007, ficha por el Olympiacos, con el que obtendrá dos subcampeonatos, el de liga y el de copa.
En la temporada 2008/09 vuelve al PAOK Salónica, pero en enero de 2009, se marcha al Sutor Montegranaro de LEGA.
El 8 de agosto de 2009 ficha por el recién ascendido equipo de ACB, Xacobeo Blu:Sens de Santiago de Compostela como jugador franquicia, destacando en el equipo, incluso logra convertirse en el Jugador de la Jornada 25 de la Liga ACB.
El 3 de julio de 2010 Bilbao Basket anunció su fichaje por dos temporadas con opción a otra tercera. En el club bilbaíno se consolida como uno de los tiradores más letales de la liga, realizando partidos muy buenos, que harían que Bilbao lograra ser uno de los mejores equipos de la Liga ACB. Allí consiguió en la temporada 2010/11 el subcampeonato de Liga. Cabe destacar también que fue nombrado en el quinteto ideal de la Eurocup en 2013, llegando a la final que perdió contra el Lokomotiv Kuban a pesar de ser el máximo anotador del partido.
En el año 2013 fichó por el Anadolu Efes S.K. firmando un gran contrato económico. En el equipo turco, logra el subcampeonato de copa.
En la temporada siguiente ficha por el Unicaja Málaga, rescindiendo su contrato el 17 de junio de 2015.
Tras su paso por Málaga, vuelve a casa para jugar en el PAOK Salónica, con el que concluyó la Liga Griega, tras caer en el Playoff de cuartos de final ante el AEK Atenas por 2 a 1 – con unos promedios de 14.7 puntos (47% en tiros de dos, 42% en triples y 87% en libres), 5.3 rebotes y 2.1 asistencias para 16.3 de valoración en 28.6 minutos. En la Eurocup, promedió 13.4 puntos y 4.8 rebotes.
En abril de 2016, vuelve a Obradoiro para salvarlo del descenso de categoría, demostrando su talento de cara al aro, y su carisma en el club gallego. 
Regresó a su país, donde jugó en el AEK Atenas B.C. y el Aries Trikala BC, hasta que en diciembre de 2017 regresó a la liga española fichando por el Iberostar Tenerife.
En junio de 2018 regresa de nuevo al Obradoiro por dos temporadas, en la que es su tercera etapa en el club gallego que dirige desde el banquillo Moncho Fernández.
A finales de agosto de 2020 se cierra su fichaje por el equipo catarí del Al Sadd Basketball Team por una temporada tras una larga carrera en Europa, principalmente en países como Grecia y España.
El 9 de abril de 2021, firma por el UCAM Murcia CB de la Liga Endesa, hasta el final de la temporada para cubrir la baja del lesionado Peter Jok. Su participación en los ocho últimos partidos de liga convenció a la directiva del club, que lo renovó por una temporada más.
El 13 de junio de 2022, se hace oficial que no continuaría en el conjunto murciano la siguiente temporada, habiendo disputado un total de 31 partidos en temporada y media.
Tras haber iniciado la temporada 2022/23 en Uruguay con el Club Atlético Goes (disputando 7 partidos con promedios de 10.6 puntos y 3.4 rebotes) y tras un muy breve paso por el Air Defence Sporting Club de Iraq, el 3 de enero de 2023 se anuncia su incorporación al Cáceres Patrimonio de la Humanidad, club español de LEB Oro, donde termina la temporada registrando promedios de 13.4 puntos y 4.6 rebotes y siendo pieza fundamental para la permanencia del equipo.
En verano de 2023 firma con el Orange Club Baloncesto para disputar la liga de Ecuador.
El 27 de noviembre de 2023, firma por el Huelva Comercio Viridis de la Liga LEB Plata.

## Palmarés

#### Con la selección griega.
- Medalla de bronce en el Campeonato de Europa Junior en 2002 con la selección de Grecia
- Medalla de bronce en el Campeonato del Mundo Junior 2003 con Grecia
- Medalla de plata en el Campeonato del Mundo sub-20 2005 con la selección de Grecia

#### Con clubes.
- Campeón de liga ACB en la temporada 2005/06, con Unicaja Málaga